# Kopfschmerz bei Medikamentenübergebrauch
Der Kopfschmerz bei Medikamentenübergebrauch (medication overuse headache (MOH), veraltet: Medikamentinduzierter Kopfschmerz) ist eine sekundäre Kopfschmerzerkrankung. Der Kopfschmerz tritt bei Menschen mit einer anderen vorbestehenden Kopfschmerzerkrankung (insbesondere einer Migräne oder einem Spannungskopfschmerz) auf, wenn die ursprünglichen Kopfschmerzen über mehrere Monate sehr häufig mit Schmerzmitteln behandelt werden. Die Behandlung des ursprünglichen Kopfschmerzes wird dann zur Ursache der Kopfschmerzes bei Medikamentenübergebrauch. Hinsichtlich der Symptomatik ähnelt der Kopfschmerz bei Medikamentenübergebrauch den Beschwerden des ursprünglichen Kopfschmerzes. Der Entwicklung eines Kopfschmerz bei Medikamentenübergebrauch kann durch eine reduzierte Einnahmehäufigkeit akut-symptomatischer Therapien vorgebeugt werden. Die Kopfschmerzform kann durch verschiedene nicht-medikamentöse und medikamentöse Maßnahmen sowie durch einen Entzug behandelt werden.

## Epidemiologie
Der Kopfschmerz bei Medikamentenübergebrauch ist recht häufig, die weltweite Prävalenz liegt bei 1–2 Prozent der Allgemeinbevölkerung. Für Deutschland werden etwas geringere Prävalenzen (bis 0,9 Prozent) angegeben. Frauen sind etwa dreimal häufiger betroffen als Männer. Die Prävalenz für Kopfschmerzen bei Medikamentenübergebrauch ist bei Menschen mit bereits chronifizierten Kopfschmerzen stark erhöht.  Bei den meisten Betroffenen besteht eine Migräne (ca. 80 %) oder ein Spannungskopfschmerz. Andere primäre Kopfschmerzerkrankungen liegen selten zugrunde. Zu den weiteren Risikofaktoren gehören das Rauchen, ein regelmäßiger Gebrauch von Beruhigungsmitteln, ein Mangel an körperlicher Aktivität, das Vorliegen eines metabolischen Syndroms sowie psychiatrische Komorbiditäten (Angststörungen, Depression).

## Ursachen
Man geht davon aus, dass die primäre Kopfschmerzerkrankung mit spezifischen Veränderungen am Gehirn einhergeht, die die Entwicklung eines Kopfschmerz bei Medikamentenübergebrauch ermöglichen. Dies scheint insbesondere bei der Migräne der Fall zu sein, während bspw. der Clusterkopfschmerz (ohne begleitende Migräne) nicht mit dem Risiko einhergeht, einen Kopfschmerz bei Medikamentenübergebrauch zu entwickeln. Auch entwickelt sich ein solcher Kopfschmerz nicht bei Menschen, die Wirkstoffe gegen Kopfschmerzen aufgrund anderer Schmerzen einnehmen. Als mögliche Mechanismen werden einerseits neurophysiologische Veränderungen wie eine erhöhte kortikale Erregbarkeit, Streudepolarisierung und Zentrale Sensitivierung oder aber Veränderungen auf der Ebene von Neuropeptiden (Serotonin, Calcitonin Gene-Related Peptide, Orexine) angeführt.

## Symptome
Die Art des Kopfschmerzes sowie dessen Begleiterscheinungen ähneln häufig jenen der primären Kopfschmerzerkrankung, d. h. ein Betroffener mit einer zugrundeliegenden Migräne hat im Rahmen des Medikamenten-Übergebrauchskopfschmerzes meist auch migräneartige Beschwerden (etwa einseitige pochende Kopfschmerzen mit den typischen Begleitsymptomen wie Übelkeit, Erbrechen oder Lichtempfindlichkeit). Atypische Verläufe, bei denen sich der Kopfschmerz bei Medikamentenübergebrauch von jenem im Rahmen der Grunderkrankung unterscheidet, kommen vor. Bis zu 30 Prozent der Betroffenen geben schmerzhafte Berührungsempfindungen im Bereich der Kopfhaut an.

## Diagnose
Der Kopfschmerz bei Medikamentenübergebrauch wird gemäß den nachfolgenden Kriterien diagnostiziert. Dafür muss detailliert erhoben werden, welche Kopfschmerzen in welcher Häufigkeiten auftreten und welche Wirkstoffe oder Wirkstoffkombinationen wie oft eingenommen werden.
Diagnostische Kriterien gemäß der Internationalen Klassifikation von Kopfschmerzerkrankungen (ICHD-3)
- A) Kopfschmerz, der an ≥15 Tagen/Monat bei einem Patienten mit einer vorbestehenden Kopfschmerzerkrankung auftritt
- B) Regelmäßiger übermäßiger Gebrauch von einem oder mehreren Medikamenten, die zur akuten und/oder symptomatischen Behandlung von Kopfschmerzen eingenommen werden können, über 3 Monate
- C) Nicht besser erklärt durch eine andere ICHD-3-Diagnose

Hinsichtlich des übermäßigen Gebrauchs wird unterschieden, welche Wirkstoffe/Wirkstoffkombinationen wie oft pro Monat eingenommen werden. Für Ergotamine, Triptane, Opioide und Kombinationspräparate liegt die Grenze bei mindestens 10 Tagen pro Monat, für Schmerzmittel wie Acetylsalicylsäure, Diclofenac, Ibuprofen oder Paracetamol liegt die Grenze bei mindestens 15 Tagen pro Monat.

## Behandlung
Das Auftreten dieser Kopfschmerzform kann durch eine Begrenzung der Einnahmetage akut symptomatischer Medikamente gegen Migräne und Spannungskopfschmerz reduziert werden. Nach Leitlinien-Empfehlung sollte dafür über den Zusammenhang zwischen Medikamenteneinnahme und Chronifizierung der Kopfschmerzen aufgeklärt werden. Eine Beratung/Schulung sind bei einem Teil der Betroffenen ausreichend, um das Therapieziel zu erreichen.
Weiterhin wird die nicht-medikamentöse (etwa Ausdauersport, Biofeedback etc.) und medikamentöse prophylaktische Behandlung der beiden Kopfschmerzformen empfohlen, um die Anzahl der Kopfschmerztage zu reduzieren. Für die medikamentöse Therapie wurde die Wirksamkeit von Topiramat, Onabotulinumtoxin A und monoklonale Antikörper gegen das Calcitonin Gene-Related Peptide (Eptinezumab, Galcanezumab, Fremanezumab) bzw. dessen Rezeptor (Erenumab) insbesondere bei der chronischen Migräne nachgewiesen.
In Kombination mit einer prophylaktischen Therapie (oder auch ohne eine solche) ist bei unzureichendem therapeutischen Ansprechen eine Pause der akutsymptomatischen Wirkstoffeinnahme indiziert. Dies kann ein teilstationäres oder stationäres Behandlungskonzept erfordern, da Entzugssymptome auftreten können. Sollte ein Kopfschmerz aufgrund eines Übergebrauchts von Opioiden vorliegen, ist eine stationär Entzugsbehandlung sinnvoll.
Insbesondere bei Patienten mit hohem Rückfallrisiko wird eine regelmäßige Nachbetreuung empfohlen.

## Geschichte
Kopfschmerzen infolge häufiger Medikamenteneinnahmen wurde 1951 erstmalig im Zusammenhang mit Ergotamin beschrieben, einem heute in der Kopfschmerztherapie praktisch nicht mehr verwendetem Arzneistoff. In den 1980er Jahren wurde dies auch bei Kombinationsanalgetika beschrieben und 1988 wurde die Erkrankung als drug-induced headache (Medikamenteninduzierter Kopfschmerz) beschrieben. Seit der zweiten Revision der Internationalen Klassifikation von Kopfschmerzerkrankungen (ICHD-2) wird die Erkrankung als medication overuse headache (MOH) (Kopfschmerz bei Medikamentenübergebrauch) beschrieben. Das zwischenzeitliche Kriterium, dass für die Diagnosestellung eine Besserung nach Absetzen der Medikation notwendig ist, wurde mittlerweile aus der Klassifikation gestrichen.